# Heinrich Frauenlob
Œuvres principales
Marienleich
Heinrich von Meißen, appelé Frauenlob est un poète allemand du Moyen Âge né à Meißen entre 1250 et 1260 et mort à Mayence le 29 novembre 1318. Il est un Meistersinger  influent en langue populaire allemande. Le nom Frauenlob ou Frouwenlop signifie « louange à la dame » ou « prière à la dame », et
la « frouwe » qui est honorée est certainement Marie. Il peut avoir son origine dans le célèbre poème Marienleich dont il est l'auteur.

## Biographie
Frauenlob possède de grands talents musicaux qu'il met notamment au service de la cour de Bohême à Prague. Il passe la fin de sa vie comme protégé de Pierre d'Aspelt, archevêque et ancien chancelier de Venceslas II, à Mayence. Après sa mort, il est inhumé dans l'est du cloître de la cathédrale de Mayence. Son tombeau est détruit en 1774, et restauré en 1783 à l'initiative de l'historien Nicolaus Vogt. 

## Œuvres
De nombreuses œuvres de Frauenlob sont conservées, parmi lesquelles 13 chants d'amour courtois, le Marienleich, aussi connu sous le nom Frauenleich, le  Minneleich et le Kreuzleich, la joute verbale entre l'amour (Minne) et le monde, ainsi qu'un grand nombre de chants dans de nombreuses tonalités qui lui sont propres. Son Marienleich, écrit vers 1290, est un immense poème de 500 vers dédié à la Vierge vue comme la Reine de la Jérusalem Sainte dans l'Apocalypse de Saint Jean.